# الشحاوطة (بني ايخلف)
الشحاوطة هو دُوَّار يقع بجماعة بني يخلف، عمالة المحمدية، جهة الدار البيضاء سطات في المملكة المغربية. ينتمي الدوّار لمشيخة بني ايخلف التي تضم دوارين. يقدر عدد سكانه بـ 7490 نسمة حسب الإحصاء الرسمي للسكان والسكنى لسنة 2004.

## روابط خارجية
- البوابة الوطنية للجماعات الترابية
- المندوبية السامية للتخطيط